# Cordillère de Vilcabamba
La cordillère de Vilcabamba,,, (graphie hispanisée de l'aymara et du quechua,,,) se trouve dans la région de Cuzco au Pérou. Elle s'étend entre 13°10' et 13°27' de latitude sud et entre 72°30' et 73°15' de longitude ouest sur environ 85 km. Elle est située dans les provinces d'Anta, de La Convención et d'Urubamba.
La région de la cordillère, qui comprend la ville de Vilcabamba et le Machu Picchu, est le dernier refuge du peuple inca lors de la conquête de l'empire inca, par les Espagnols au XVIe siècle. 

## Principaux sommets

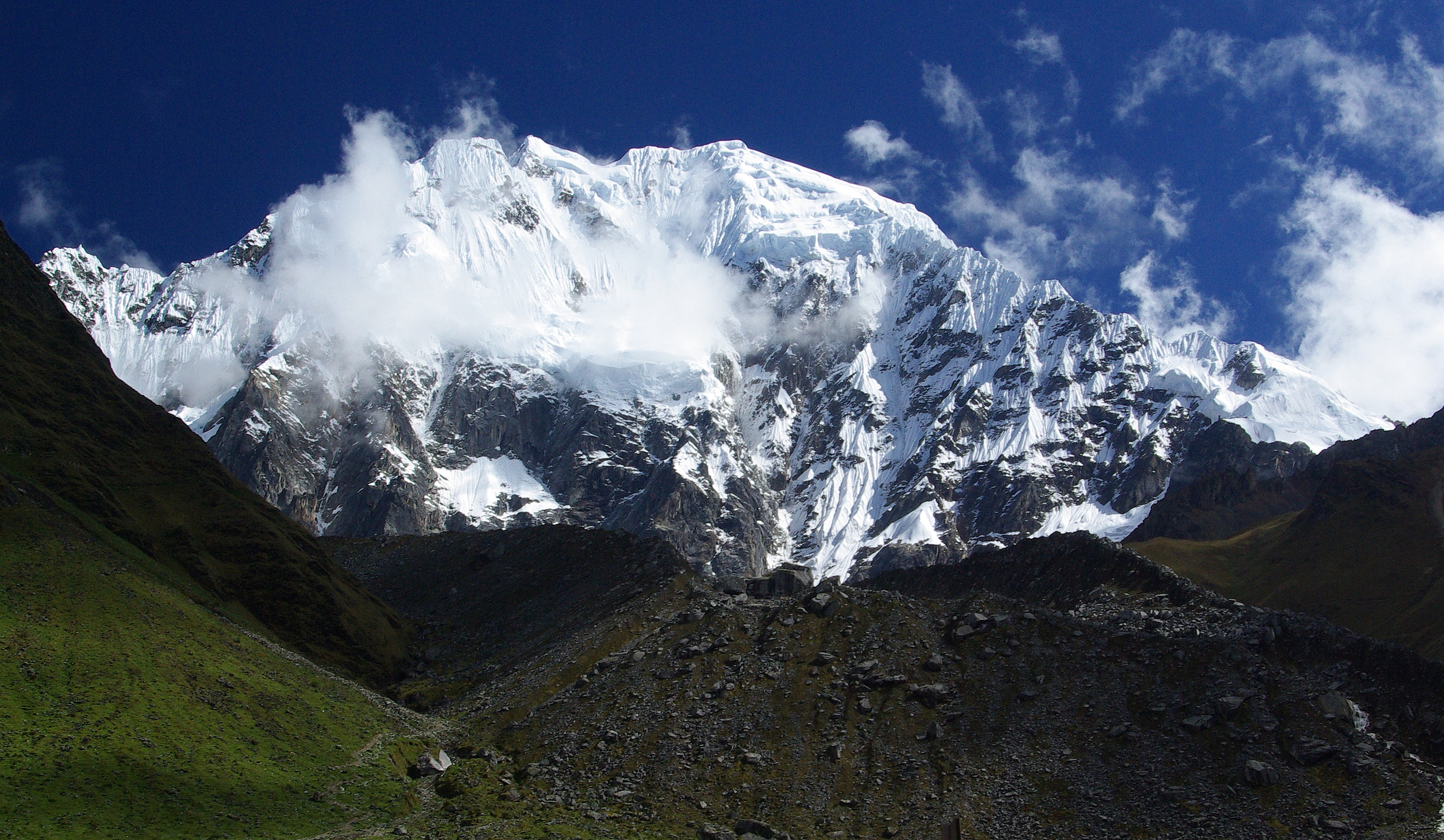
Vue du Salcantay, point culminant de la cordillère.

Le point culminant de la cordillère est le Salcantay (6 271 m). Les principaux autres sommets figurent dans la liste ci-dessous,, :
- Pumasillo, 5 991 m
- Tucarhuay, 5 928 m
- Kiswar, 5 771 m
- Panta, 5 667 m
- Choquetacarpo, 5 520 m
- Humantay 5 473 m
- Huayanay 5 464 m
- Pucapuca, 5 450 m
- Soray, 5 428 m
- Paljay, 5 422 m
- Amparay, 5 418 m
- Quriwayrachina, 5 404 m
- Puka Puka, 5 400 m
- Yanama, 5 347 m
- Jatunjasa, 5 338 m
- Suyruqucha, 5 297 m
- Azulcocha, 5 269 m
- Qayqu, 5 265 m
- Chawpimayu, 5 239 m
- Mayuyuq, 5 210 m
- Phaqcha, 5 210 m
- Quysupakana 5 176 m
- Muyuq 5 175 m
- Choquesafra, 5 152 m
- Ocobamba 5 126 m
- Mantur, 5 108 m
- Qayqu, 5 108 m
- Pumasillu, 5 100 m
- Yana Qaqa, 5 093 m
- Pitu Phaqcha, 5 082 m
- Ñañu Wayq'u, 4 932 m
- Yanaqucha, 4 920 m
- Kinwa Urqu, 4 900 m
- Chuchaw Q'asa, 4 800
- Mantur Q'asa, 4 800 m
- Llama Wasi, 4 728 m
- Hatun Wamanripa, 4 601 m
- Qiwiñayuq, 4 547 m
- Khallkaqucha, 4 464 m
- Yana Urqu, 4 460 m
- Yanama, 4 415 m
- Inka Wasi, 4 315 m
- Quchapata, 4 280 m
- Phaqchapata, 4 254 m
- Sut'uq Mach'ay, 4 000 m